# ドアガン

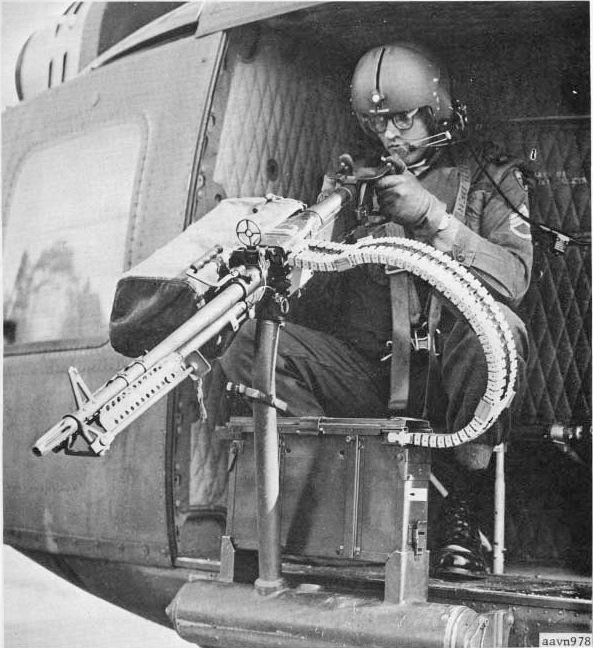
M23 サブシステム。M60D機関銃の単装で、UH-1D/Hの標準的ドアガンとなった

ドアガン（Door Gun）は主として兵員の乗降や物資の積み降ろしを支援する目的で、軍用輸送ヘリコプターの扉付近に装備される機関銃などの火器の事である。また、専属射撃手を「ドアガンナー（Door Gunner）」と呼ぶ。

## 概要
ドアガンの起源は、大規模なヘリボーン作戦が行われた最初期の戦争であるベトナム戦争に遡る。ベトナムに派遣されたアメリカ陸軍のUH-34およびUH-1の防衛および攻撃用武器として、バンジーコード（ゴムワイヤー）で吊るし固定されたM60機関銃を搭載した。その位置がキャビンサイド（のコックピット側）、つまりドアの位置にあったため、ドアガンと呼ばれる。
現在では、交戦地域で行動する輸送ヘリコプターの自衛装備としてドアガンを取り付けることは一般的となった。CH-47 シリーズ、UH-60 シリーズ、CH-53 シリーズなどは設計上、両側のコックピット後方に大型の窓があり、そこに銃架を介して機関銃を設置するのが一般的である。後部ハッチを持つ機体の場合にはその付近に後ろ向きにドアガンを設置する場合もある。
ドアガンに使用されている機関銃は、M60機関銃など中程度の火力を持つ汎用機関銃が典型的であるが、最近ではミニガンのような強力な火器を搭載することもある。ドアガンは、操縦士以外の乗員が直接照準で射撃するもので、操作は比較的容易である。米軍ではドアガンナーを整備兵が兼務する場合が多い。